# Carl Johann Lasch

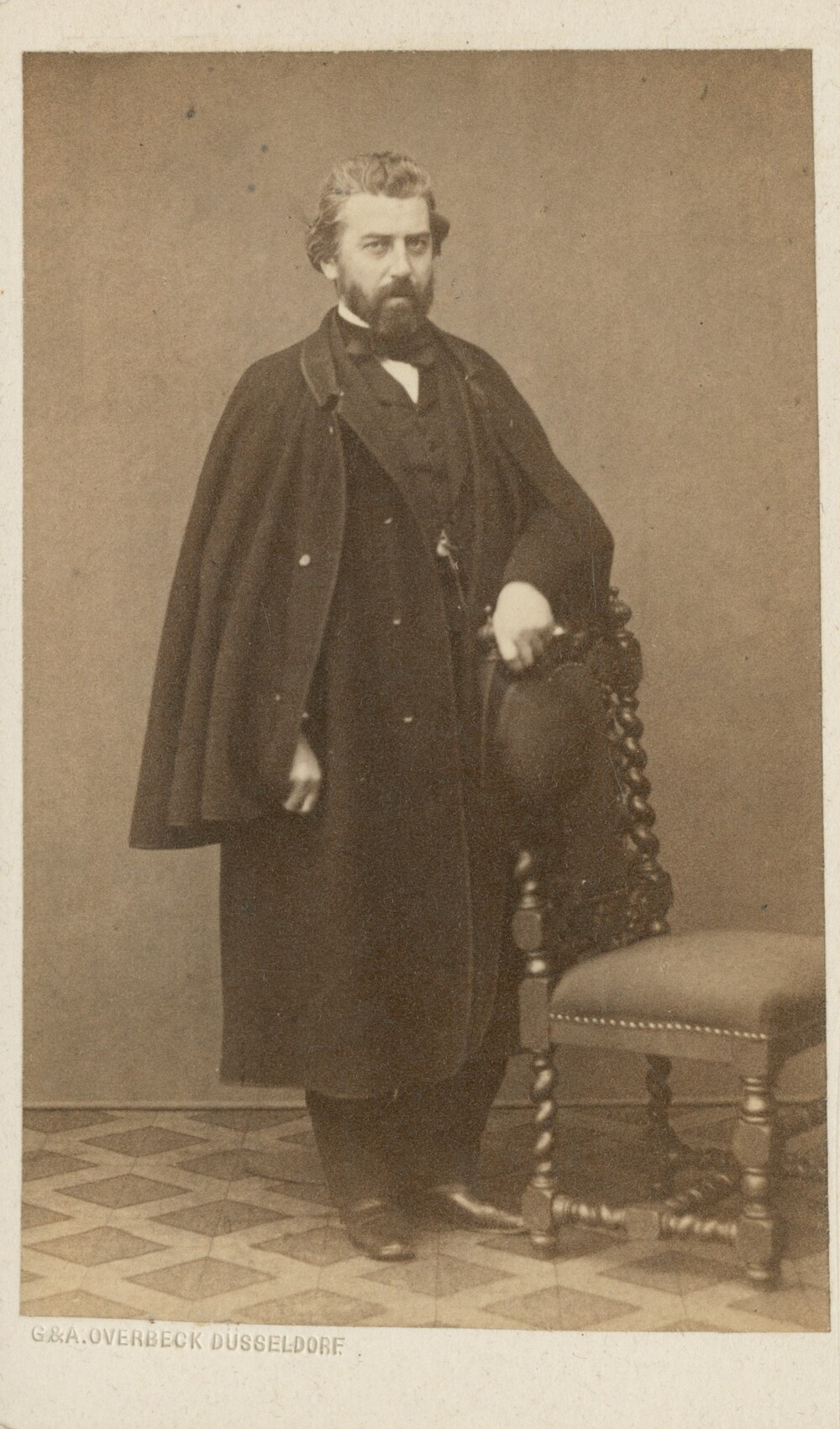
Carl Johann Lasch, Foto Arnold Overbeck um 1868

Carl Johann Lasch (* 1. Juli 1822 in Leipzig; † 28. August 1888 in Moskau) war ein deutscher Maler.

## Leben

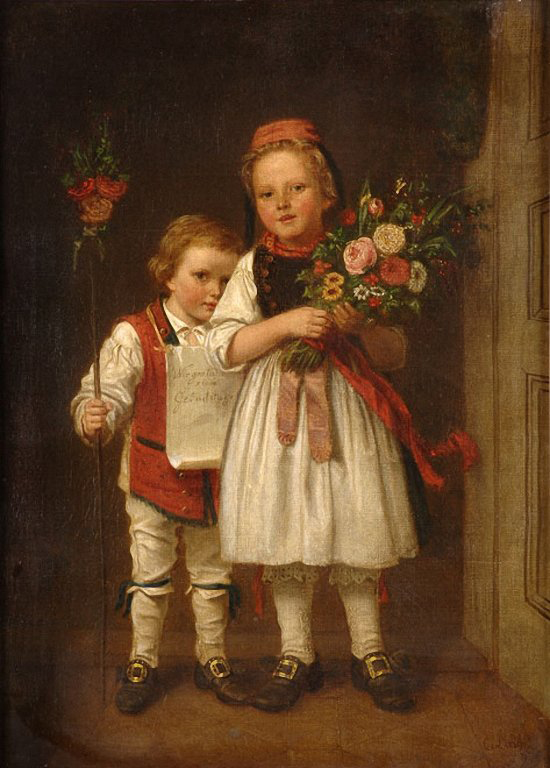
Wir gratulieren zum Geburtstag

Lasch begann seine künstlerischen Studien an der Kunstakademie Dresden und wurde um 1838 ein Privatschüler von Eduard Bendemann. Mit dessen Empfehlung kam Lasch 1844 an die Kunstakademie München, wo er Schüler von Julius Schnorr von Carolsfeld und auch von Wilhelm Kaulbach wurde. Unter deren Einfluss schuf Lasch mehrere Historienbilder, u. a. Enzio im Gefängnis, Eberhard der Rauschebart und Der Sängerkrieg auf der Wartburg.
Nach einer Studienreise durch Italien ging er 1847 für fast zehn Jahre nach Moskau, um eine Anzahl von Aufträgen im Porträtfach auszuführen. Zwischen 1857 und 1859 lebte und wirkte Lasch in Paris, wo er zwei Jahre blieb. Hier malte er Tannhäuser und Venus, Tintoretto, seine Tochter u. v. a. Daneben studierte er in den Galerien die Werke alter und neuer Meister.
Lasch war Mitglied der Hochschule für Bildende Künste Dresden, Akademie der Bildenden Künste Wien und der Petersburger Kunstakademie.
Anfang 1859 ging er für ein Jahr nach Moskau und ließ sich nach seiner Rückkehr 1860 in Düsseldorf als erfolgreicher freischaffender Künstler nieder und wurde Mitglied im Künstlerverein Malkasten. Sein erstes dort vollendetes Bild war Eginhard und Emma. In Folge widmete sich Lasch dann aber verstärkt der Genremalerei.
1869 ehrte ihn König Wilhelm I. von Preußen mit einem Professorentitel. 1878 erhielt er für sein Engagement beim Kaiserfest des Künstlervereins Malkasten den Königlichen Kronen-Orden 4. Klasse. 1888 starb Carl Lasch im Alter von 66 Jahren.

## Familie
Er war mit Sophie Ferrein verheiratet. Sie hatten einen Sohn und zwei Töchter:
- Hermann Lasch, Landschaftsmaler, geboren 1861 in Düsseldorf, gestorben 1926 ebenda
- Helene (Nelly) Lasch, geboren 1862 in Düsseldorf, gestorben 1896 in Moskau
- Else Lasch, geboren 1870 in Düsseldorf, gestorben 1918 in Moskau

Beide Töchter waren mit dem russischen Fabrikant Eduard Rabeneck verheiratet.

## Werke (Auswahl)
- Apothéose de Henri IV, 1858, Kopie nach Peter Paul Rubens (Paris, AMN c)
- Portrait de jeune Femme, Verbleib unbekannt (Salon 1859, Nr. 497)
- Le Tannhaeuser, Verbleib unbekannt (ebd., Nr. 496; Boetticher)
- Tintoretto und seine Tochter, Verbleib unbekannt (Boetticher).
- Kinderlust (1862, Dresdener Galerie)
- Bei der jungen Witwe (gestochen von Friedrich Vogel)
- Heimkehr von der Kirchweih
- Der Dorfarzt in Verlegenheit
- Hinter der Mühle
- Des alten Schullehrers Geburtstag (1866, Nationalgalerie in Berlin)
- Die Verhaftung (1872);
- Verwaist (1874)
- Singende Mädchen am Waldessaum (1875)
- Schloss Mühlenthal (1875)
- David und Jonathan (Kunstmuseum Düsseldorf)
- Schwäbisches Hochzeitsmal (Stiftung Sammlung Vollmer)[2]
- Anna Rebecka Knoop (Stiftung Sammlung Vollmer)[3]
- Gerhard Knoop (Stiftung Sammlung Vollmer)[4]
- Gustav Bunge (1872)
- Therese Halle (1881) (Heine’scher Wohnstift)
- August Bolten (1883) (Museum für Hamburgische Geschichte)
- Adolph Godeffroy (1882) (Museum für Hamburgische Geschichte)
- Estella de la Camp (1887) (Museum für Hamburgische Geschichte)